# Sybil Thomas
Sybil Margaret Thomas, vicomtesse Rhondda (25 février 1857 – 11 mars 1941), née Sybil Margaret Haig, est une philanthrope britannique, suffragette et féministe.

## Biographie
Sa sœur, Janet Boyd dite « Janetta », est également engagée dans le mouvement suffragiste britannique.